# Matyelok Gibbs
Ann Matyelok Gibbs (1 de agosto de 1932 - 14 de agosto de 2023) fue una actriz británica. De 1973 a 1977 fue directora artística del Unicorn Theatre de Londres.

## Carrera
Gibbs estuvo involucrada con el Unicorn Theatre desde la década de 1950 y se convirtió en directora artística en 1973. Fue actriz de carácter y apareció en el West End en una obra de Alan Ayckbourn, Ten Times Table, en 1978.  Realizó una gira con la Royal Shakespeare Company.

## Vida personal
En 1961, Gibbs comenzó a vivir con la actriz Ursula Jones en Notting Hill. La pareja vivió en Francia durante 23 años, donde formaron una sociedad civil y más tarde también formaron una sociedad civil en Gran Bretaña. Gibbs y Jones eran conocidas por sus amigos como "Puck y Ursie". Gibbs murió el 14 de agosto de 2023.

## Filmografía
- Víctor/Victoria (1982)
- Secretos (1983)
- Una habitación con vistas (1985)
- Matar a un sacerdote (1988)
- Erik el vikingo (1989)
- Kafka (1991)
- Tierra de aguas (1992)
- Cuando los cerdos vuelan (1993)
- Sacerdote (1994)
- Jack y Sarah (1995)
- La hora del crimen (1996)
- Óscar y Lucinda (1997)
- Por Siempre Jamás: Una historia de Cenicienta (1998)
- Sólo de visita (2001)
- Y ahora... Damas y caballeros (2002)
- Frágiles (2005)
- Un pequeño viaje al cielo (2005)
- Babel (2006)
- Copiando a Beethoven (2006)
- Pu-239 (2006)
- Señorita Potter (2006)
- Harry Potter y las Reliquias de la Muerte – Parte 1 (2010)
- Su Alteza (2011)
- Tinker Tailor Soldado Espía (2011)
- El viaje de cien pies (2014)